# Paolo Volpi Manni
Paolo Volpi Manni (Alatri, 15 febbraio 1828 – Roma, 4 gennaio 1892) è stato un politico italiano.
Fu eletto deputato alle elezioni politiche del 1874; il 4 dicembre 1890 fu nominato senatore del Regno d'Italia da Umberto I di Savoia.

## Biografia
Nato ad Alatri da Pietro e Caterina Cappelli, trasferitosi con la famiglia a Roma, vi frequentò l'Università laureandosi in Filosofia. Venne iscritto all'Accademia Drammatico-Letteraria e fu socio dell'Accademia Scientifico-Letteraria dell'Immacolata Concezione. Nel luglio 1852 ricevette la Laurea ad honorem in Giurisprudenza e qualche anno dopo fu nominato aiuto al Supremo Tribunale della Sacra Rota ottenendo così il più alto grado della Magistratura laica.
In seguito ai fatti di Porta Pia assunse la carica di Commissario dell'Amministrazione Comunale di Roma. Fu inoltre membro della Commissione Consultiva per le nomine impiegatizie, nonché Presidente della Commissione nella delicata questione della definizione dei beni ecclesiastici dopo la caduta del potere temporale. Nelle elezioni politiche suppletive del 1875 fu eletto alla Camera nel collegio di Anagni.
Nelle elezioni del 1877 non fu rieletto per pochi voti, ma a dimostrazione della stima che il mondo politico e l'intera stampa nazionale nutrivano per lui, fu lo stesso Francesco Crispi che nel 1890 lo chiamò come Senatore a vita. Sul finire della sua vita, nel 1889, fu anche eletto Consigliere Comunale di Alatri, pochi anni prima di morire a Roma, il 4 gennaio 1892 stroncato da una polmonite.